# Кабинет редкостей

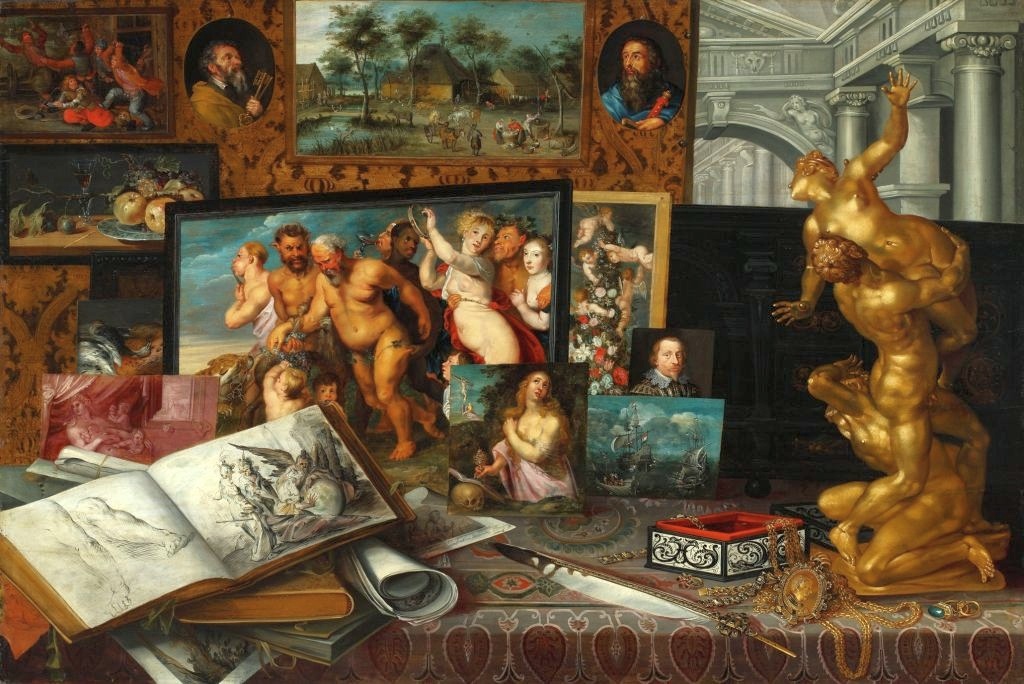
Э. Де ла Гир. Кабинет редкостей великого князя Владислава IV Вазы. 1626. Дерево, масло. Королевский дворец, Варшава

Кабинет редкостей, или кунсткамера (англ. cabinet of curiosities, нем. Wunderkammer, Kunstkammer) — комната для размещения и хранения тематических коллекций, состоящих из естественно-научных экспонатов или разнообразных древних, редких и курьезных вещей, как природных, так и рукотворных. Кабинеты редкостей появились в Европе в XVI веке, их расцвет пришёлся на XVII век — период барокко. Такие коллекции создавались, как правило, либо представителями высшей аристократии, либо учёными-натуралистами, врачами и аптекарями. Чрезвычайный рост коллекций привел к специализации в собирательстве, а в дальнейшем к созданию тематических музеев.

## Возникновение

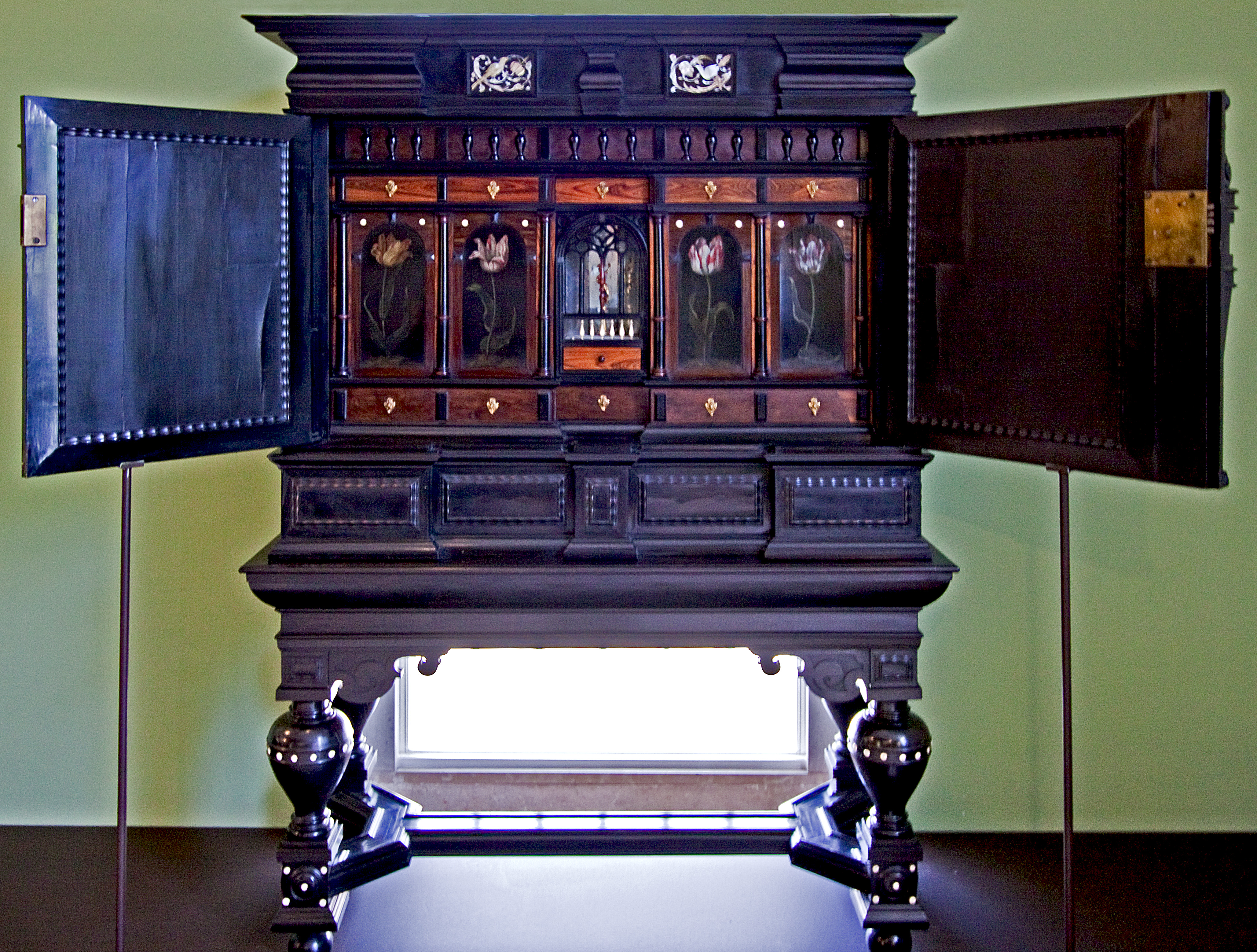
Шкаф-кабинет. XVII в. Музей Бойманса-ван Бёнингена, Роттердам

Все началось с коллекций состоятельных людей и создания мебели для их хранения. Мебельщики создали особый шкаф с дверцей и несколькими полками для коллекции безделушек. Шкаф получил название кабинет. Рост коллекций увеличивал количество шкафов-кабинетов, для которых отвели особую комнату. Чуть позже название шкафа стало использоваться и как название комнаты с коллекциями.

## Разновидности мебельных кабинетов

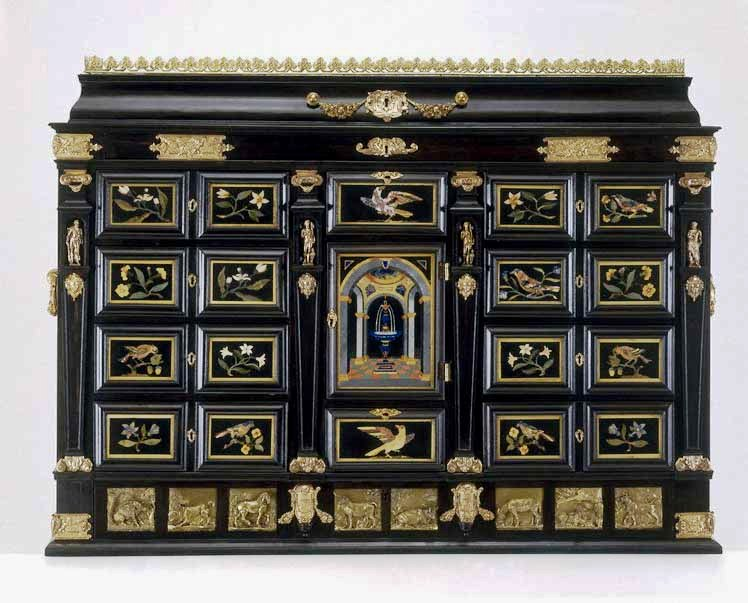
Настольный кабинет. Музей Виктории и Альберта, Лондон

Шкаф-кабинет быстро стал предметом экспериментов мебельных мастеров. Появились шкафы настольные, небольшие по размерам и крупные, на ножках-колоннах с дополнительной полочкой у пола, которую тоже стали использовать для размещения безделушек или ваз. Настольные кабинеты имели несколько полочек, а дверцы, (вначале неостеклённые), украшали маркетри (деревянной мозаикой), резьбой, металлическими накладками. Позже появилась дверца со стеклом, что позволяло сразу видеть содержимое нескольких полок. Шкафы-кабинеты увеличивались в размерах и заимствовали стилевые признаки своего времени — маньеризма, барокко, рококо, их орнаменты или детали архитектуры. В XX веке они сами стали предметами коллекционирования различными музеями. Подзабытый тип мебели в конце XX века вновь появился среди изделий модных дизайнеров, хотя мог иметь другое функциональное использование (например кабинет для коктейлей).

## Кабинеты редкостей и живопись
Если ученых могли привлекать коллекции анатомических чудищ и аномалий, то художники предпочитали произведения искусства разных эпох и стран. Курьёзные и редкие вещи — постоянная тема натюрмортов эпохи барокко, в частности ванитас. Кроме этого, сформировался отдельный жанр живописи, называемый  «картины-кунсткамеры»  или  «картины галерей» , получивший особенное распространение в нидерландской живописи XVII века. На таких картинах художники изображали действительные или воображаемые интерьеры с посетителями, празднично разодетыми любителями искусства, наполненные множеством картин, статуй и иных произведений искусства.
Такие галереи изображали Франс Франкен Младший, Франкен, Иероним Второй, Ян Брейгель Старший, Ян Брейгель Младший, Шарль Эммануэль Бизе, Гаспар де Витте, Йозеф Хайнц, Давид Тенирс Младший, Вильгельм Шуберт ван Эренберг, Иероним Янссенс и многие другие художники. Кунсткамерами также называли собрания живописи. Так, например, фламандский живописец Виллем ван Хахт многократно изображал кунсткамеру (собрание картин) коллекционера Корнелиса ван дер Геста в Антверпене.

## Кунсткамеры в живописи

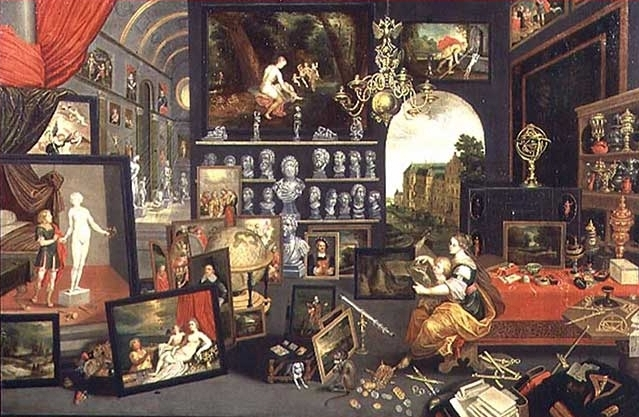
Ф. Франкен Младший. Аллегория свободных искусств. 1630-е гг. Холст, масло. Частное собрание
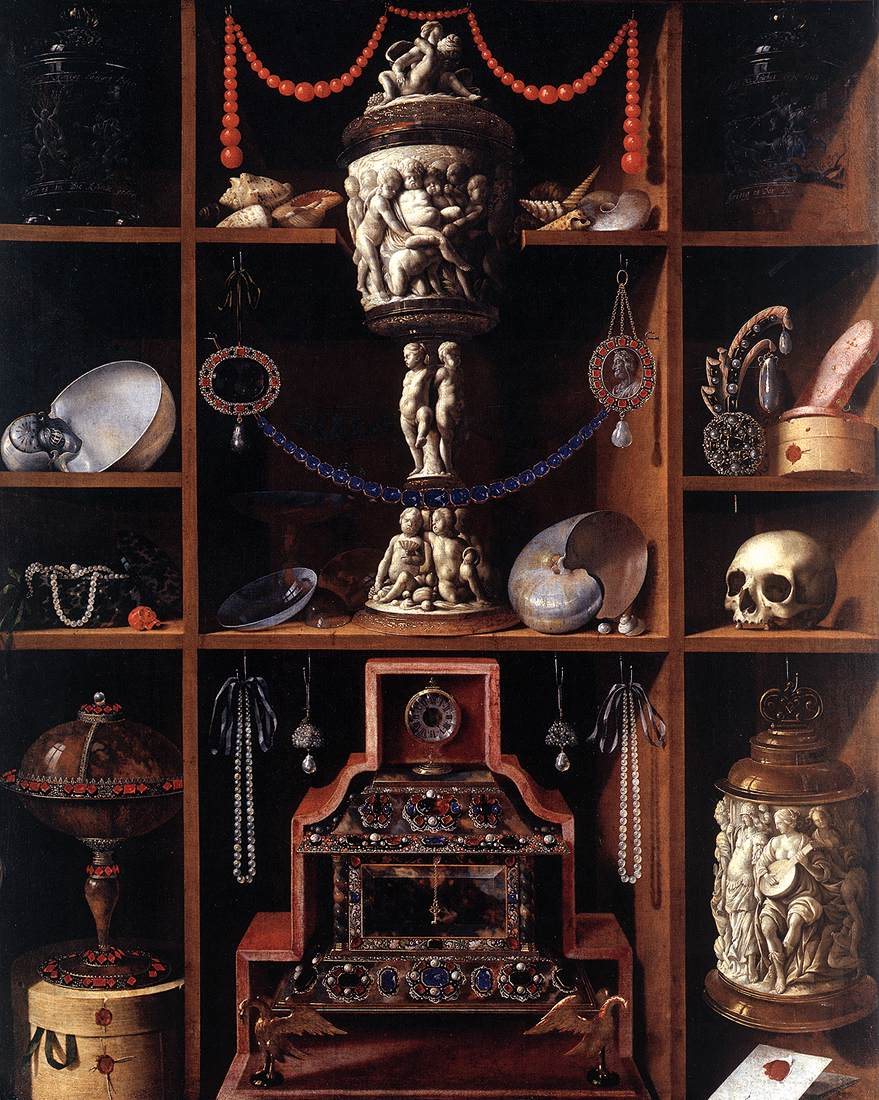
И. Г. Хайнц. Кабинет редкостей. 1666. Холст, масло. Кунстхалле, Гамбург
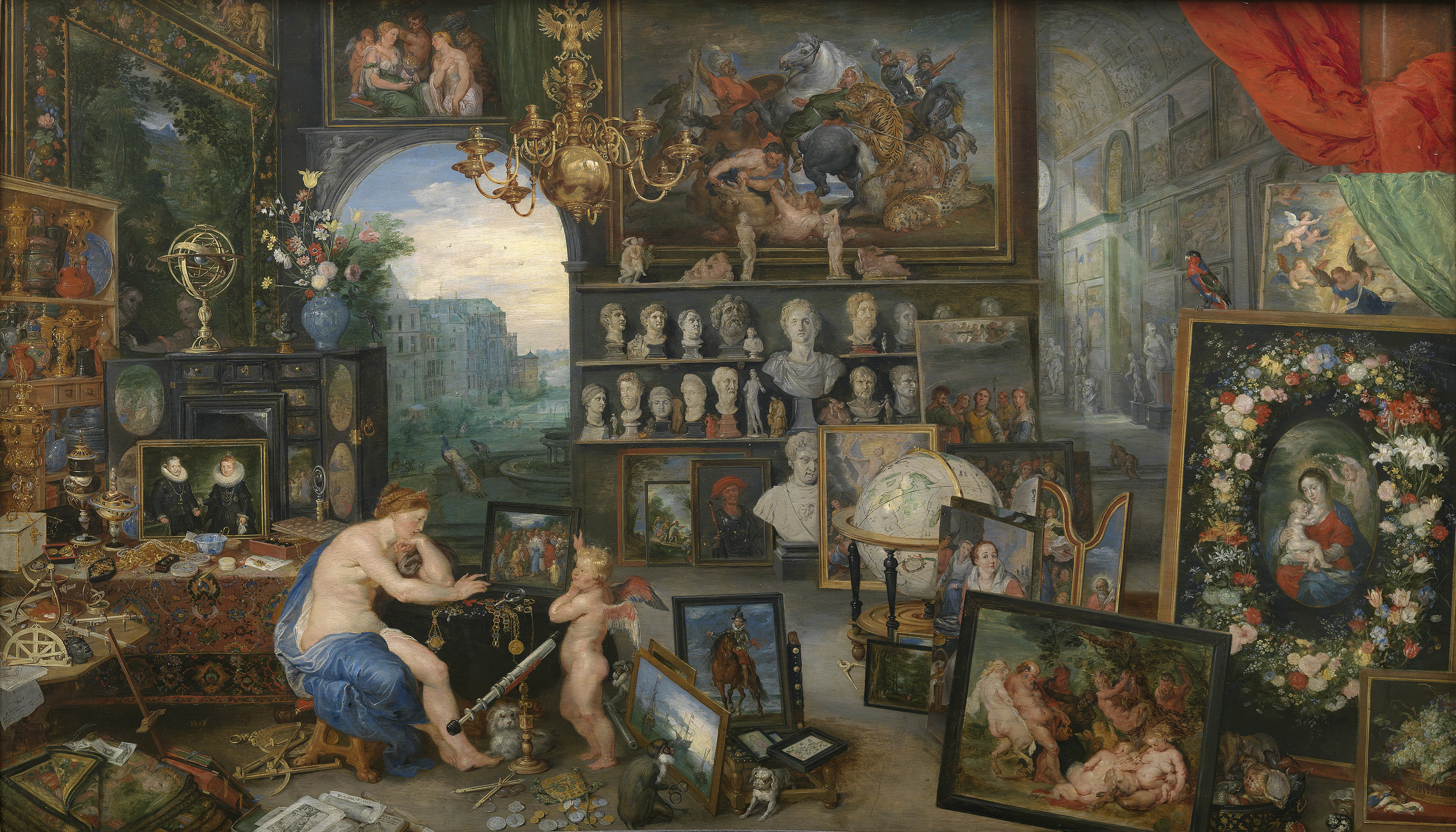
Я. Брейгель Старший, П. П. Рубенс. Пять чувств в пяти картинах. 1617. Дерево, масло. Прадо, Мадрид
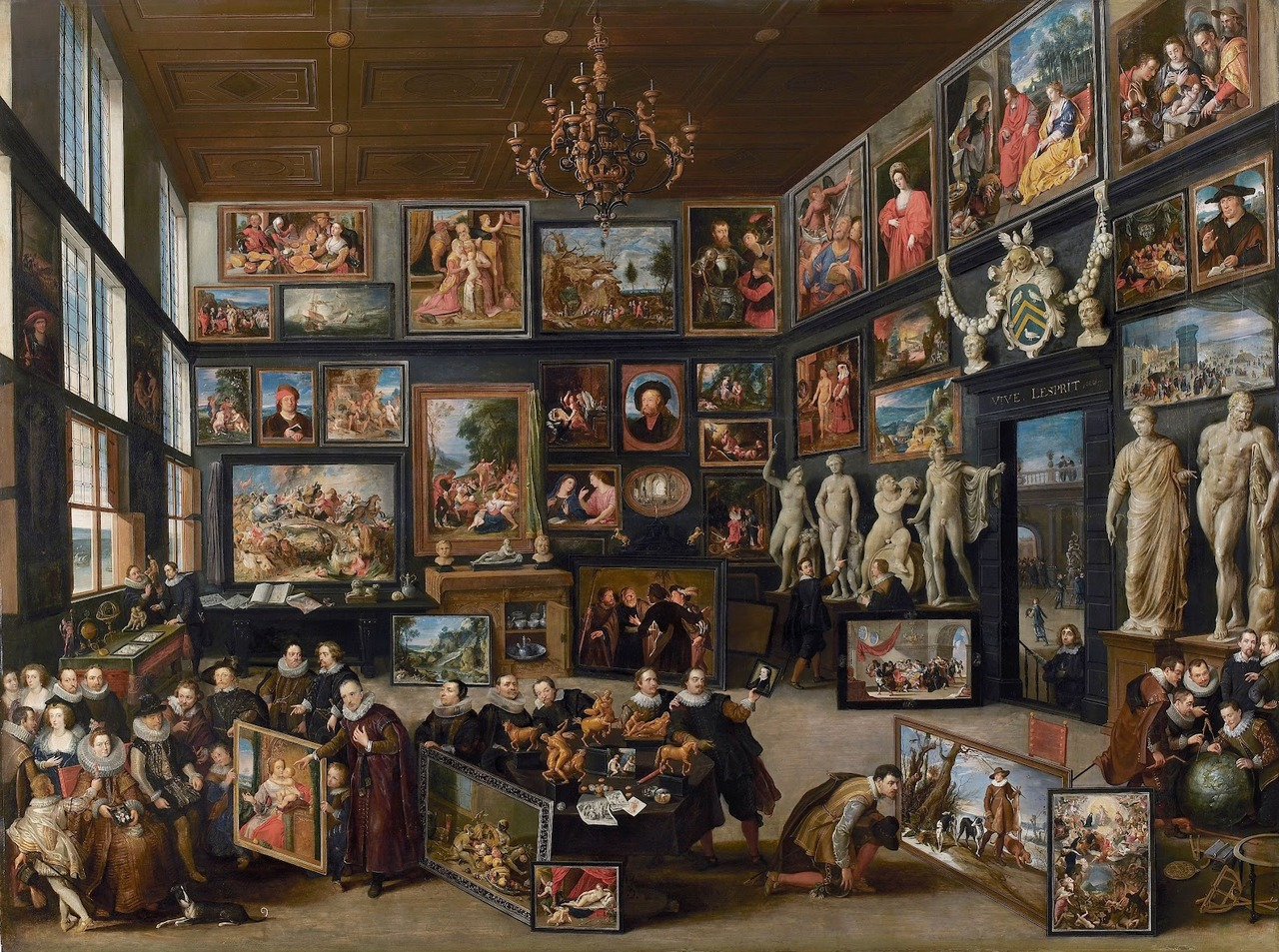
В. ван Хахт. Галерея Корнелиса ван дер Геста. 1628. Дерево, масло. Дом Рубенса, Антверпен
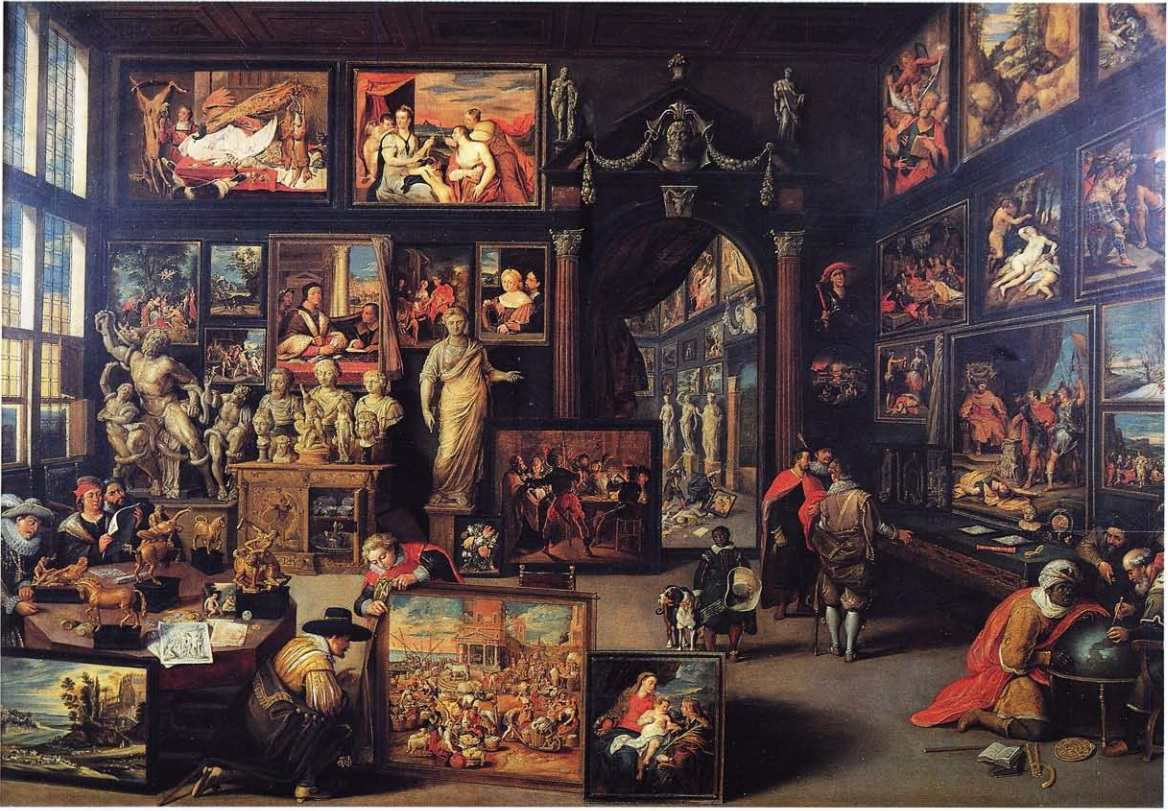
В. ван Хахт. Коллекция Корнелиса ван дер Геста с Парацельсом. 1630-е гг. Дерево, масло. Частное собрание
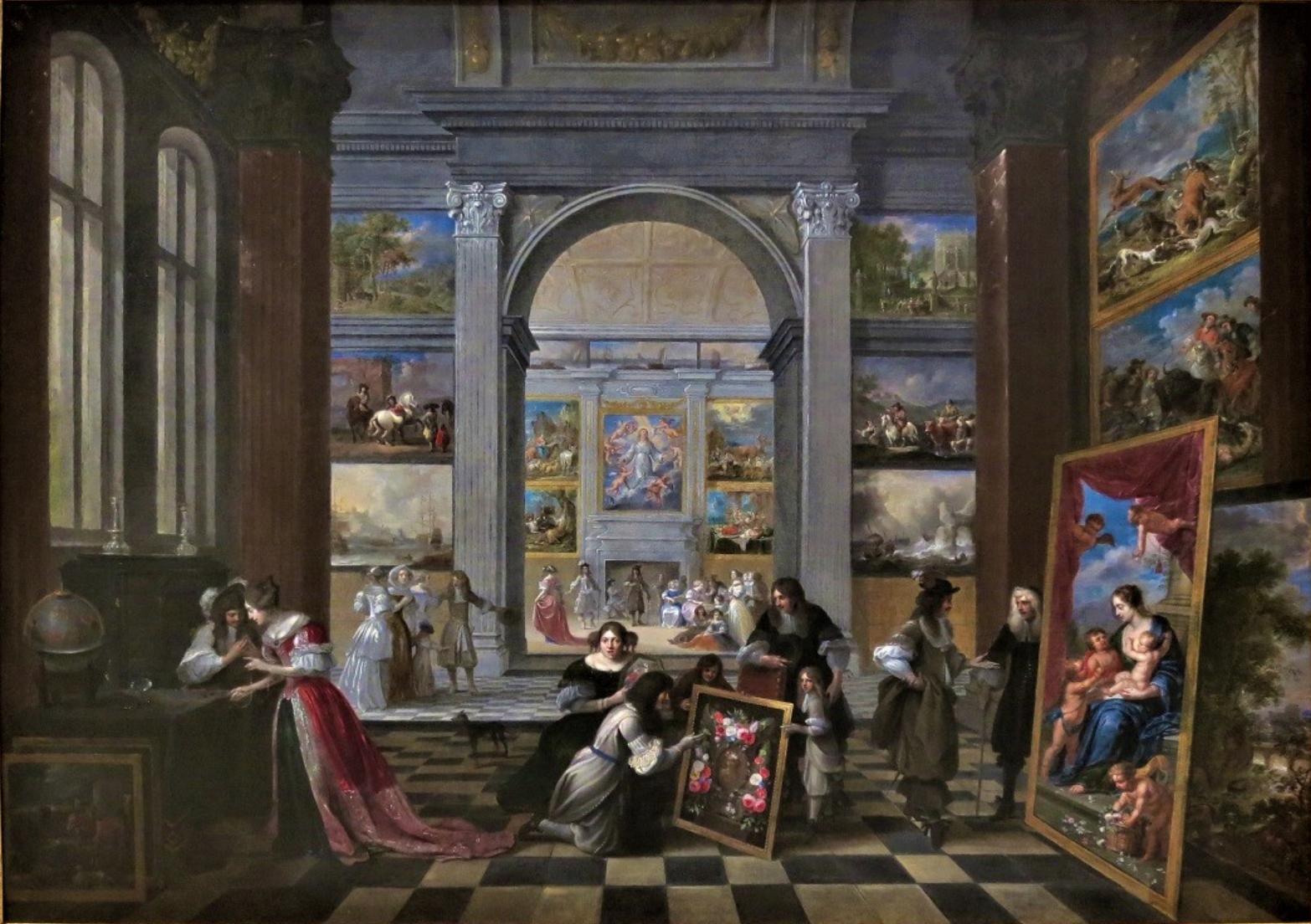
В. Шуберт ван Эренберг, Г. Де Витте и И. Янссенс. Интерьер коллекционера с множеством посетителей. Между 1639 и 1693. Холст, масло. Музей Жироде, Монтаржи
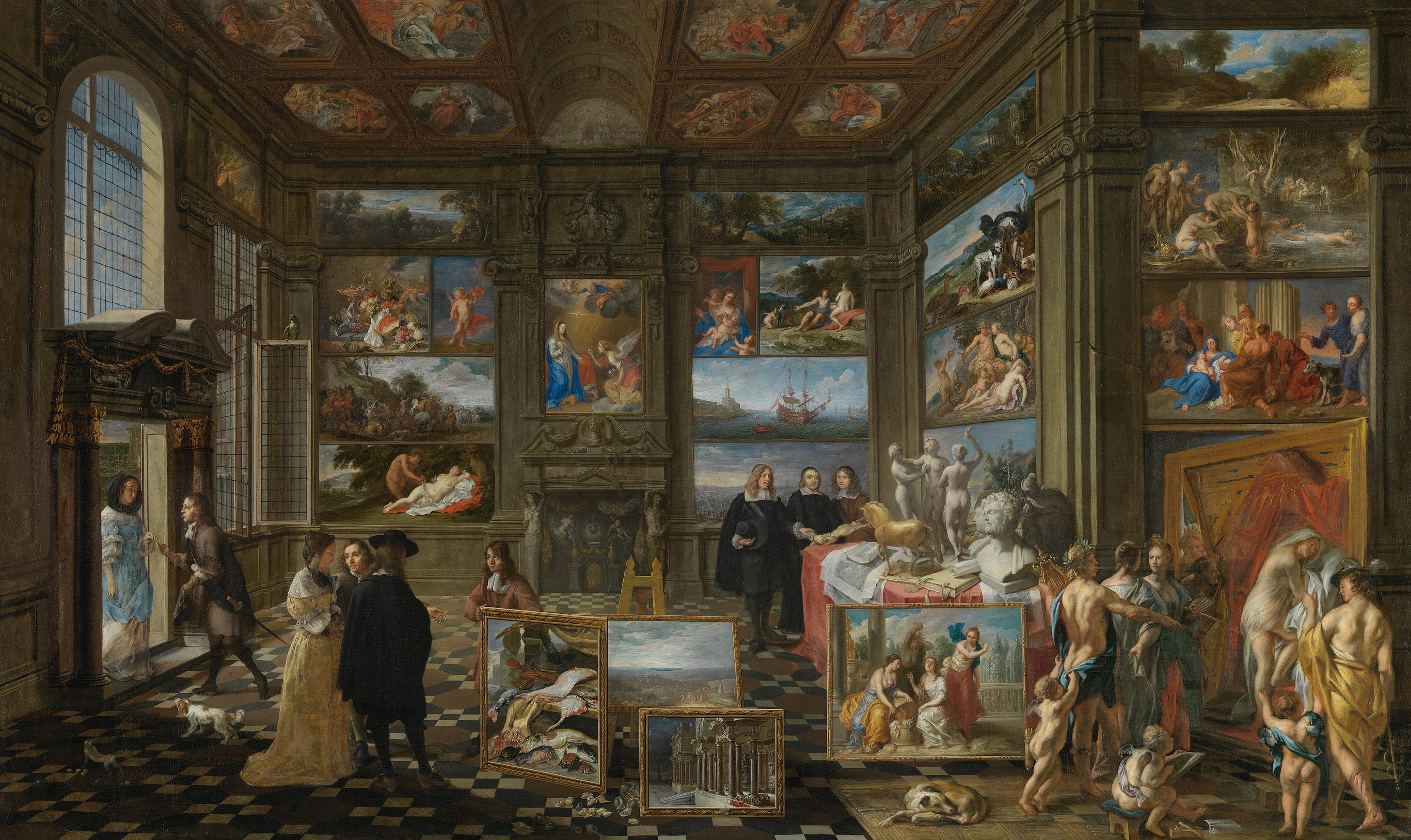
Ш. Э. Бизе, В. Шуберт ван Эренберг. Интерьер воображаемой картинной галереи. 1666. Холст, масло. Старая пинакотека, Мюнхен

## Выдающиеся собрания редкостей

### Собрания высшей знати
Во второй половине XVI века коллекции редкостей стали частым увлечением высшей знати Священной Римской империи. Можно назвать собрания ландграфов Гессен-Кассельских (ок. 1577 года), герцогов Вюртембергских в Штутгарте (ок. 1600 года), курфюрстов Бранденбургских в Берлине (первый каталог — 1599 год). Немногие из этих собраний пережили Тридцатилетнюю войну. До наших дней дошла выдающаяся коллекция, основанная в 1560 году в Дрездене курфюрстом Саксонии Августом и состоявшая в основном из научно-технических экспонатов — часов, научных инструментов, автоматов, предметов охоты, медицины, печатного дела, а также из картин и редкостей:175,181.

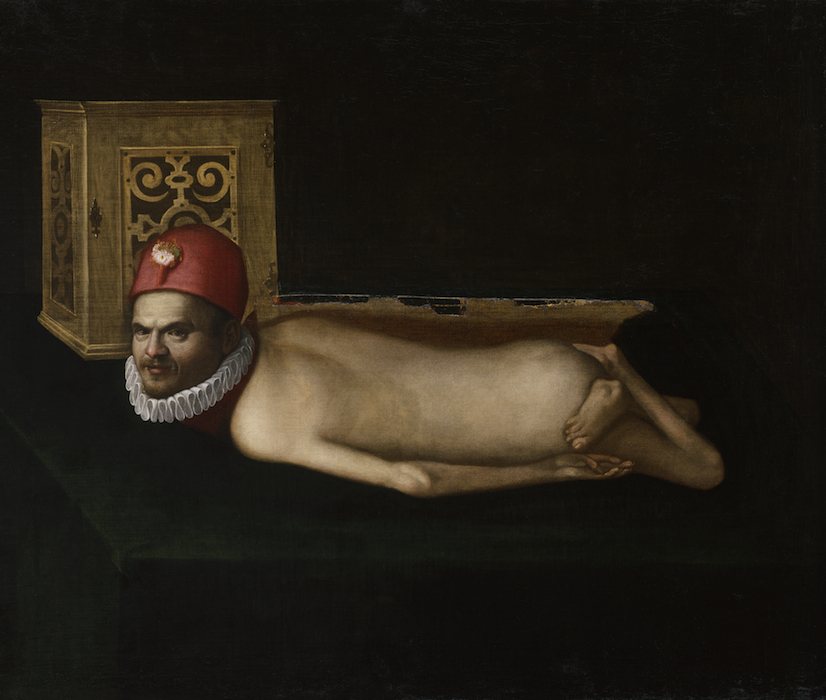
Портрет карлика-калеки, выполненный для Фердинанда II

Коллекционером редкостей был эрцгерцог Австрии Фердинанд II (1529—1595). Его собрание занимало несколько комнат, где в двадцати шкафах-кабинетах были тщательно разложены по категориям ювелирные изделия и драгоценные камни, музыкальные и научные инструменты, изделия из бронзы, дерева и фарфора, рукописи, монеты и медали, этнографические редкости:133–134. Собрание Фердинанда II было доступно для избранных посетителей. Его коллекция в замке Амбрасс сохранилась до наших дней.

Дж. Арчимбольдо. Император Рудольф II в виде бога садов Вертумна

В конце XVI века получил широкую известность кабинет редкостей племянника Фердинанда II — австрийского императора Рудольфа II в Праге. Император не только рассылал по всей Европе эмиссаров для поиска редких вещей, но и окружил себя мастерами, способными создавать их. Он собирал предметы природные (минералы, раковины), искусственные (оружие, монеты и медали, экзотические вещи, привезенные из Америки и Индии, вазы и тому подобные искусные изделия из различных материалов), научные (часы и астрономические инструменты), а также разнообразные древности — бюсты, скульптуры, камеи; имелись в его коллекции 800 картин и библиотека. Для сборников императора рисовал свои необычные картины-аллегории гениальный художник Арчимбольдо, а их количество и качество изумляло современников. Коллекция Рудольфа была разграблена после смерти императора, а её предметы стали достоянием других кабинетов редкостей.

### Собрания учёных и других коллекционеров

#### Италия

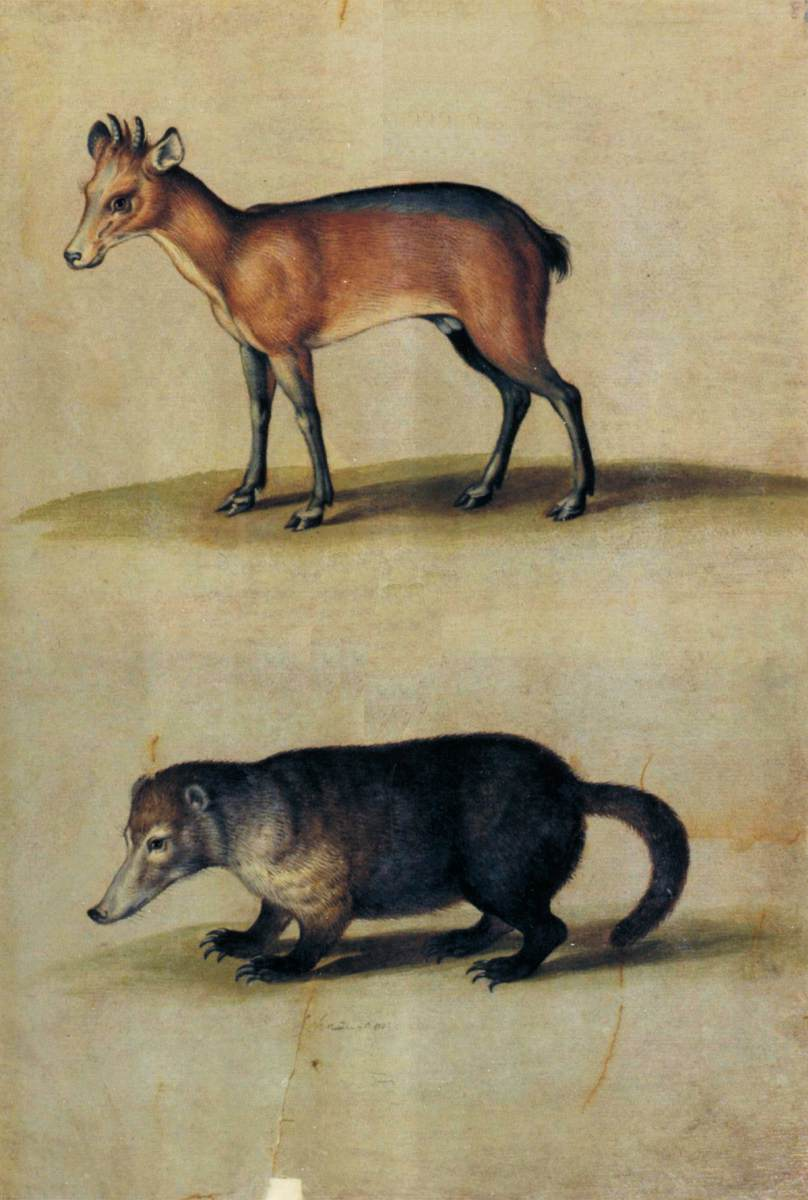
Рисунок из собрания У. Альдрованди

Одно из ранних и наиболее выдающихся собраний принадлежало Улиссе Альдрованди (1522—1605). Его «музей» в Болонье, открытый для учёных, имел естественно-научную направленность и представлял собой грандиозный каталог природного мира: 11 тысяч растений, животных и минералов, 7 тысяч образцов растений в гербарии, а также почти 8 тысяч тщательно выполненных рисунков, изображающих те природные редкости, которые Альдрованди не сумел раздобыть. Страсть каталогизировать и классифицировать видна во всём: в двух основных выставочных шкафах его коллекции было нескольких тысяч ящиков, причём внутри одних ящиков обнаруживались другие, поменьше; Альдрованди даже составил каталог посетителей своего музея, подразделив их по месту жительства и «согласно положению, занятиям и профессиям». Собрание Альдрованди стало основой его 13-томной энциклопедии:147–154.

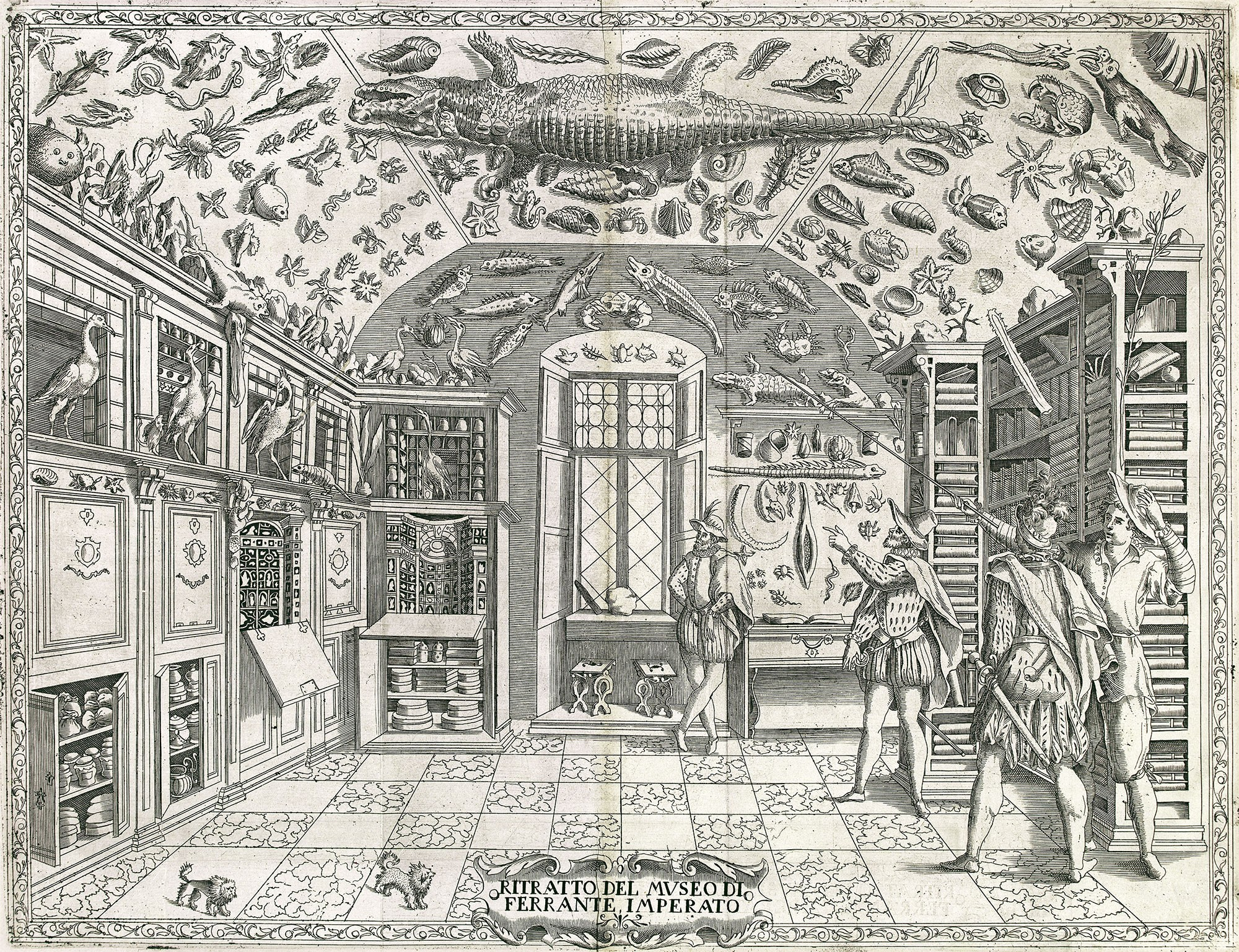
Кабинет Ф. Императо, Неаполь (из каталога 1599 года)

Другой кабинет, посвящённый естественной истории, создал в Неаполе натуралист и аптекарь Ферранте Императо (1550—1615): коллекцию составляли гербарий, чучела морских животных, рыб и птиц, природные минералы. Экспонаты разместили как в шкафах, так и на стенах и сводах зала. Украшением кабинета была библиотека; уважительное отношение к книгам проявлялось даже в их размещении на полках вниз страницами, чтобы защитить издания от пыли. Многотомная «Естественная история» Императо, основанная на материале его коллекции, была опубликована в 1599 году.
Среди ранних собраний редкостей в Италии — также ватиканская «Металлотека», созданная ботаником Микеле Меркати (1541—1593):149.

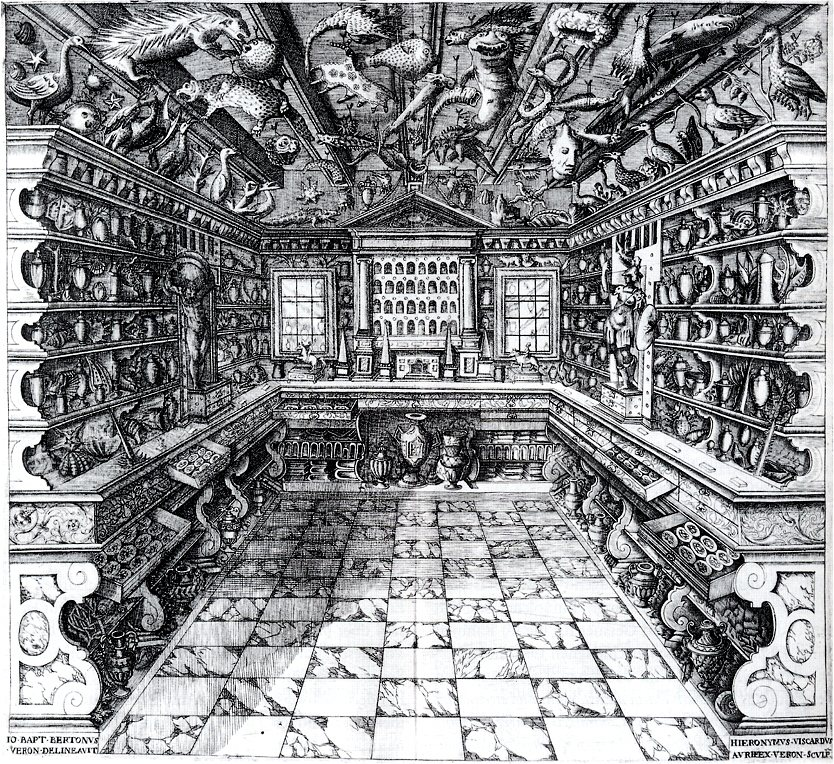
Кабинет Ф. Калзолари, Верона (из каталога 1622 года)

С переходом от XVI к XVII веку сугубо научно-познавательная и профессионально-практическая ориентация коллекций постепенно размывается интересом к редкому и необычному и ориентацией на любопытствующего, а не учёного. Так, собрание аптекаря Франческо Калзолари (1521—1600) в Вероне служило заодно лабораторией и местом для встреч со студентами, и в первом каталоге, опубликованном в 1584 году, коллекция представлена с точки зрения экспонатов для врачебного дела; однако во втором — посмертном — каталоге 1622 года заметно усиливается интерес к причудливому: описываются чудесные свойства некоторых растений, «жабьего камня» и рога единорога и т. п. Та же тенденция: интерес к бросающемуся в глаза, из ряда вон выходящему, к чудесам природы — налицо в новом описании коллекции Ферранте Императо, сделанном его сыном Франческо в 1628 году:37–42. Естественно-научная сторона явно отступает на второй план в коллекции Антонио Джиганти (1535—1598) в Болонье: здесь произведения искусства чередуются с природными объектами, образуя тематические группы из несходных предметов — всё это чтобы обнаружить скрытое единство творения во всех его формах:149,156–157.

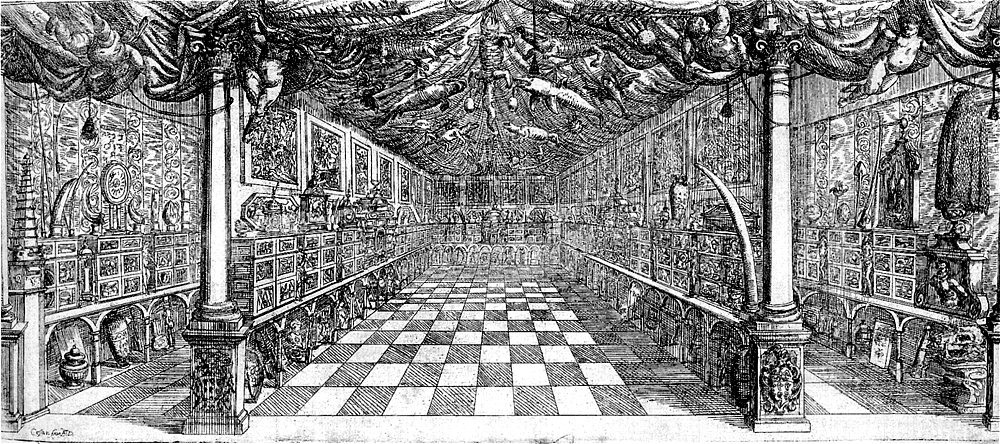
Кабинет М. Сеттала, Милан (из каталога 1666 года)

Знаменитая в Европе коллекция миланского изобретателя и изготовителя научных инструментов Манфредо Сеттала (1600—1680) занимала четыре комнаты в семейном палаццо и включала скелеты, гербарии и минералы, картины и археологические находки, усыпальницы для мощей, оружие, часы, автоматы и многое другое:149,156–157. Несмотря на то, что международная известность собрания привлекала в музей Сеттала множество самых разных посетителей, сам он видел его назначение не в развлечении, но в учёных занятиях:326–328. Когда Сеттала, прозванный «миланским Архимедом», умер, за его гробом несли самые замечательные экспонаты его коллекции. Музей Сеттала был в 1751 году приобретён миланской Амброзианской библиотекой, где находится по сей день.

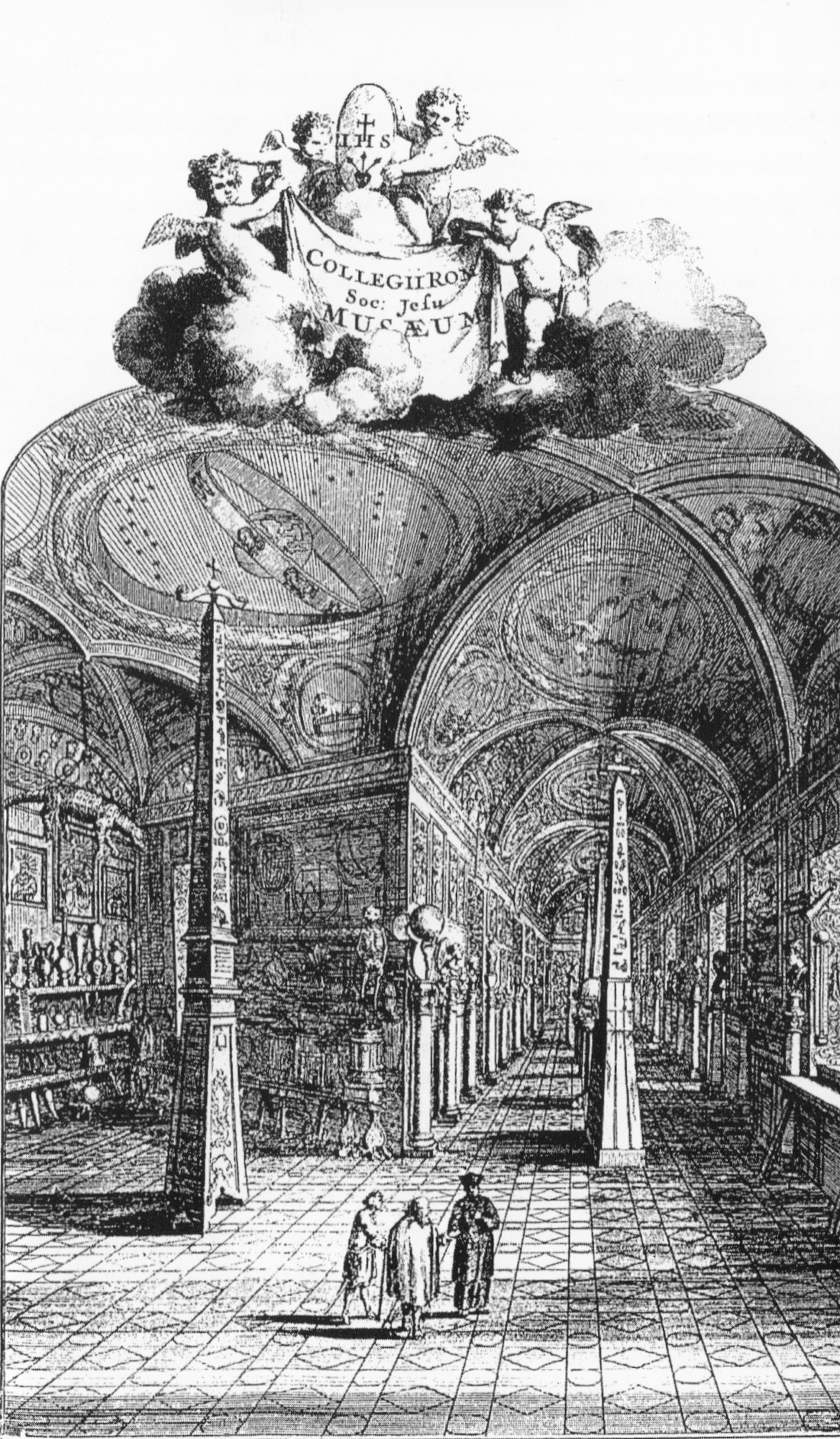
Музей А. Кирхера, Рим (из каталога 1678 года)

Коллекция Афанасия Кирхера (1602—1680), родившегося в Германии, но проведшего большую часть жизни в Риме, многом обязана тому, что он состоял в ордене иезуитов: от иезуитских миссий он получал экзотические предметы из Африки, Америки, с Дальнего Востока. Древности и естественно-научные экспонаты также были хорошо представлены в его собрании. Имелись там и изобретения, такие как вращающиеся часы «Подсолнух», реконструкция Дельфийского оракула и множество зрительных иллюзий:160–163.

#### Северная Европа
Ранние естественно-научные коллекции собрали: в Швейцарии — натуралист Конрад Геснер (1516—1565), в Германии — ботаник Леонарт Фукс (1501—1566) и минералог Георг Агрикола (1494—1555):154.

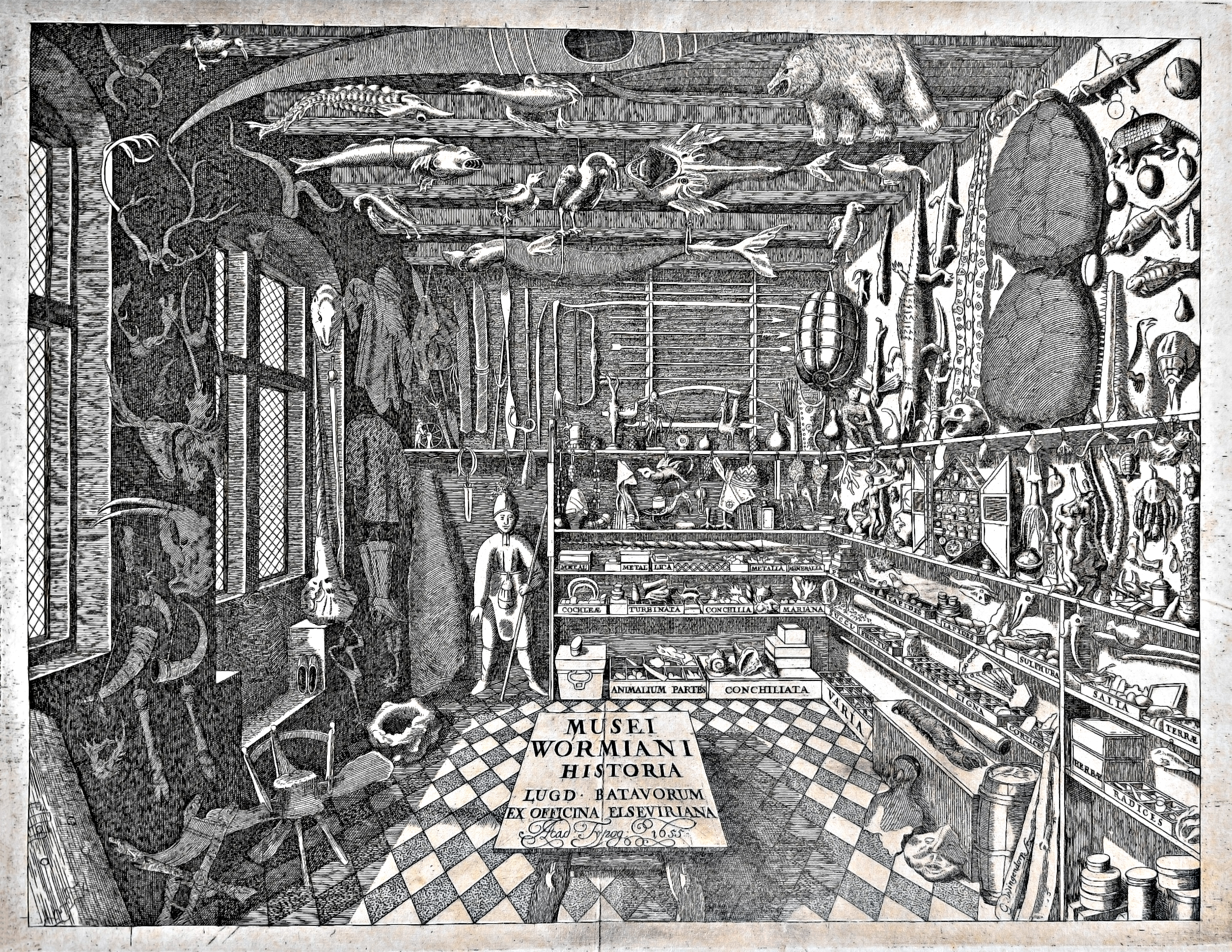
Кабинет О. Ворма, Копенгаген (из каталога 1655 года)

Позднее, уже в XVII веке, известность приобрела копенгагенская коллекция Оле Ворма (1588—1655), посвященная естественной истории, а также этнографии и древностям — скандинавским, греческим, римским и восточным:154.
Особое распространение получили кабинеты редкостей в Голландии XVII века. Широкие связи с Ост-Индской компанией и собственные колонии в Азии стали источником для пополнения кабинетов курьёзов голландских коллекционеров. Естественно-историческую и этнографическую коллекцию собрал в Энкхёйзене Бернард Палюданус (1550—1633). Известны коллекция редкостей Рембрандта, которую тот использовал при создании своих картин, а также коллекция редкостей врача и ученого Фредерика Рюйша (1638—1731). Практика акушера и судмедэксперта приблизили его к анатомии и тератологии, он собирал анатомическую коллекцию зародышей с аномалиями развития, усовершенствовал способы консервирования мягких веществ. Его коллекция были проданы в Петербург в 1717 году за 30 000 гульденов. Остатки коллекции Рюйша сохранились до настоящего времени.

#### Англия
В Англии начало собиранию редкостей положил Джон Традескант (1577—1638), который к концу жизни открыл свой «Ковчег» для посещений, сделав его первым в Англии публичным музеем. От его сына, также принимавшего участие в составлении коллекции, она перешла к Элиасу Эшмолу (1617—1692), который в свою очередь пополнил её и передал в дар Оксфордскому университету, где она стала основой открытого в 1683 году Музея Эшмола. В коллекции было множество собранных со всего света обоими Традескантами ботанических образцов, а также раковины, чучела птиц, изделия из слоновой кости и картины, костюмы и прочие артефакты из дальних стран:141–145.

## Специализация кабинетов
Специализация коллекций в Германии нашла отражение и в названиях кабинетов.
- Naturalienkabinett — содержал коллекции естественнонаучные, посвященные ботанике, зоологии, геологии.
- Munzkabinett — содержал монеты и медали, современные и старинные.
- Shatzkammer — здесь находились изделия из драгоценных камней и металлов.
- Antiquitatekammer — здесь размещали антикварные вещи и предметы старины.
- Kunstkammer — «кабинет искусства, в который помещали необычные „творения рук человеческих“ и редкие „создания природы“»[4].
- Wunderkammer — «кабинет редкостей природы»[4].

## Кабинеты редкостей вне ренессансной Европы
Собирание древностей и редкостей было распространено не только в ренессансной и постренессансной Европе.
Так, в античности подобным коллекционированием увлекался император Август, собиравший, как пишет Светоний, на своих виллах «древние и редкие вещи: например, на Капри — доспехи героев и огромные кости исполинских зверей и чудовищ, которые считают останками Гигантов».
Собирали всевозможные редкости и китайские императоры династии Цин. Особенное пристрастие питал к своим «кабинетам» император Цяньлун, «очень любивший на досуге разглядывать содержимое этих шкафчиков».